# Гоньба (Алтайский край)
Гоньба́ — село в Алтайском крае России. Входит в городской округ город Барнаул. Административно подчинено Научногородокской сельской администрации Ленинского района города Барнаул.

## История
Возникло в 1726 году на левом берегу Оби, в самом узком и удобном месте для организации переправы через реку. Именно через неё проходили торговые пути, везли продовольствие и военное снаряжение, сообщались между собой и далекой столицей немногочисленные тогда сибирские поселения.
Своё название получило в силу того, что в этом месте переплавляли по этапу дальше в Сибирь ссыльных и каторжан. Здесь они останавливались на короткий отдых, стража меняла лошадей и затем их гнали дальше. От слова гоны и пошло название села. Вначале поселок именовали деревней Гоньбиной, а в 1782 году переименовали в село Гоньба.
Свидетельства о существовании Гоньбинского села имеются в документе 1748 года — списках приписных крестьян, составлявшихся для обеспечения отработок Барнаульскому сереброплавильному заводу. В 1751 году оно было отнесено к церковному приходу Петропавловской церкви Белоярской слободы, проживало тогда около 30 человек.
В росписи крестьян по ямским станцам от 1753 года определён Гоньбинский станец, расположенный в 15 верстах от Барнаульского завода.
Перед Октябрьской революцией проживало около 2 тыс. человек, имелись церковь с приходской школой, казённая винная лавка, 5 мелочных лавок.
В 1905 году на главной сельской площади была построена церковь. В одном из помещений церкви расположили школу. В неё тогда ходило более 20 человек. Преподавали учителя словесности и церковнослужители.
В 1929 году построили одноэтажную деревянную школу, которая просуществовала до 1992 года. В ней размещалось четыре классных комнаты, учительская и кабинет директора. Сегодня на этом месте стоит жилой дом на несколько семей.
С приходом советской власти церковь разобрали, а дети стали учиться в новой школе. Утверждают, что её построили заново, но есть предположение, что материалом для строительства послужили бревна из разобранной церкви.
Сегодня там функционирует одна школа.

## Население
| 1834 | 1893  | 1917  | 2010  | 2011  | 2012  | 2013  |
| ---- | ----- | ----- | ----- | ----- | ----- | ----- |
| 263  | ↗1010 | ↗2000 | ↗2189 | ↗2201 | ↗2238 | ↗2293 |

## Известные уроженцы
- Плотников, Павел Артемьевич (1920—2000) — дважды Герой Советского Союза, Заслуженный военный лётчик СССР.
- Халманов, Иосиф Васильевич (1906—1970) — Герой Советского Союза.

## Социальная сфера
Действуют школа, библиотека и клуб. Здесь основано одно из первых садоводств Барнаула «Обь».